# 정염의 미녀
《정염의 미녀》(The Divine Lady)는 미국에서 제작된 프랭크 로이드 감독의 1929년 드라마 영화이다. 허레이쇼 넬슨과 에마 해밀턴의 연애 이야기가 주된 내용으로, 코린느 그리피스 등이 주연으로 출연하였다. 아카데미 감독상 수상작이다.

## 출연

### 주연
- 코린느 그리피스
- 빅터 바르코니

### 조연
- H.B. 워너
- 이안 케이스
- 마리 드레슬러
- 도로시 커밍
- 윌리엄 콘클린
- 몬타구 러브
- 줄리아 스웨인 고든
- 헬렌 제롬 에디
- 마이클 바비치
- 에벌린 홀

## 기타
- 협력프로듀서: 월터 모로스코
- 미술: 호레이스 잭슨
- 의상: 맥스 리